# Axguiga
Axguiga (em árabe: الشقيقة; romaniz.: Axgiga) é uma localidade do distrito de Jabal Algarbi, na Líbia.

## História
Em setembro de 2016, nove pessoas de Axguiga foram mortas ao serem atingidas por uma bomba disparada por um avião quando deslocavam-se às fontes termais perto de Hune. Em outubro, militares de Gariã, Jefrém, Jadu, Quicla, Rujbane e Axguiga participaram num encontro em Gariã no qual se decidiu uma união das forças locais sob o comando conjunto dos generais brigadeiros Alrama Suaisi e Maomé Xataíba. Em junho de 2017, com a divisão da Universidade da Montanha Ocidental em duas e a subsequente criação das Universidades de Gariã e Zintane, a Faculdade de Artes e Ciências sediada em Assaba ficaram sob jurisdição de Gariã. Em 15 de setembro, um festival equestre tribal tradicional, que dura dois dias, foi realizado em Mizda e atraiu espectadores e participantes de uma ampla área, incluindo Nasma, Axguiga e Fassanu.